# Ahmed El-Shenawy
Pour les articles homonymes, voir El-Shenawy.
Ahmed El-Shenawy (أحمد الشناوي), né le 14 mai 1991 à Port-Saïd, est un footballeur international égyptien jouant au poste de gardien de but au Pyramids FC.

## Carrière en club

### Zamalek
El-Shenawy, arrive au Zamalek SC en prêt d'Al-Masry, mais finalement à cause de l'arrêt du championnat égyptien et à la suite du drame du stadium de Port-Saïd, il ne dispute que les matchs amicaux et reste la plupart du temps sur le banc en Ligue des champions de la CAF.
En 2012, El Shenawy fait un stage au sein du club espagnol du Betis Seville. Ayant convaincu les Dirigeants du club espagnol, les deux clubs ne parviennent cependant pas à trouver un accord concernant les modalités du contrat.

## Carrière en équipe nationale
El-Shenawy joue en équipe nationale d'Égypte depuis 2011. Il honore sa première sélection le 8 octobre 2011, lors d'un match face au Niger. Ce match compte pour les éliminatoires de la Coupe d'Afrique des nations 2012. 
Il dispute sa première compétition continentale lors de la Coupe d'Afrique des nations 2017. En concurrence avec Essam El Hadary pour le poste de gardien numéro 1, Ahmed El-Shennawy se blesse gravement à un genou le samedi 14 avril 2018 lors d'un match avec le Zamalek. Les ligaments croisés de son genou seraient rompus, ce qui entraîne son forfait pour le Mondial 2018. L'année suivante, il est de nouveau convoqué pour participer à la Coupe d'Afrique des nations 2019. En décembre 2023, il est retenu dans la liste des vingt-sept joueurs égyptiens sélectionnés par Rui Vitória pour disputer la Coupe d'Afrique des nations 2023.

## Palmarès
Équipe d'Égypte
- Coupe d'Afrique des nations
  - Finaliste 2017